# Tournoi final PSA World Series masculin 2018
Le Tournoi final PSA World Series masculin 2018 est l'édition masculine 2018 des finales de squash PSA World Series (dotation 160 000 $).
Les huit meilleurs joueurs de la saison 2017-2018 (saison de septembre 2017 à mai 2018) sont qualifiés pour l'événement qui se déroule à Dubaï aux Émirats arabes unis du 5 au 9 juin juin 2018.
Marwan El Shorbagy, qualifié en troisième position, déclare forfait en raison d'une blessure et cède sa place à Nick Matthew qui dispute un ultime tournoi.
Le no 1 mondial Mohamed El Shorbagy remporte son second titre face au no 2 mondial Ali Farag.

## Dotation
En 2018, la dotation est de 160 000 $, dotation identique au tableau féminin. Les points sont répartis suivant le tableau suivant :
| Tournoi | V        | F        | DF       | 3e groupe | 4e groupe |
| Prix    | 48 000 $ | 32 000 $ | 20 000 $ | 12 000 $  | 8 000 $   |

## Têtes de série
1. Mohamed El Shorbagy (champion)
2. Ali Farag (demi-finale)
3. Simon Rösner (demi-finale)
4. Tarek Momen (1er tour)
5. Grégory Gaultier (1er tour)
6. Miguel Ángel Rodríguez (1er tour)
7. Karim Abdel Gawad (1er tour)
8. Nick Matthew (demi-finale)

## Poules
| Mohamed El Shorbagy | 11 | 9  | 11 | - | 8 | 11 | 7 | Miguel Ángel Rodríguez |
| Nick Matthew        | 11 | 11 |    | - | 8 | 9  |   | Tarek Momen            |

| Mohamed El Shorbagy | 11 | 2 | 11 | - | 8 | 11 | 9  | Tarek Momen            |
| Nick Matthew        | 11 | 9 | 12 | - | 9 | 11 | 10 | Miguel Ángel Rodríguez |

| Mohamed El Shorbagy | 6  | 6 |    | - | 11 | 11 |   | Nick Matthew           |
| Tarek Momen         | 11 | 8 | 11 | - | 5  | 11 | 8 | Miguel Ángel Rodríguez |

| Rang | Joueur                 | Match | G | P | Jeux |
| ---- | ---------------------- | ----- | - | - | ---- |
| 1    | Nick Matthew           | 3     | 3 | 0 | 6    |
| 2    | Mohamed El Shorbagy    | 3     | 2 | 1 | 4    |
| 3    | Tarek Momen            | 3     | 1 | 2 | 3    |
| 4    | Miguel Ángel Rodríguez | 3     | 0 | 3 | 3    |

| Simon Rösner | 12 | 11 |  | - | 10 | 6 |  | Karim Abdel Gawad |
| Ali Farag    | 11 | 11 |  | - | 9  | 8 |  | Grégory Gaultier  |

| Karim Abdel Gawad | 9  | 11 | 11 | - | 11 | 8  | 4  | Grégory Gaultier |
| Ali Farag         | 11 | 9  | 3  | - | 7  | 11 | 11 | Simon Rösner     |

| Simon Rösner | 11 | 12 |  | - | 8 | 10 |  | Grégory Gaultier  |
| Ali Farag    | 11 | 11 |  | - | 5 | 5  |  | Karim Abdel Gawad |

| Rang | Joueur            | Match | G | P | Jeux |
| ---- | ----------------- | ----- | - | - | ---- |
| 1    | Simon Rösner      | 3     | 3 | 0 | 6    |
| 2    | Ali Farag         | 3     | 2 | 1 | 5    |
| 3    | Karim Abdel Gawad | 3     | 1 | 2 | 2    |
| 4    | Grégory Gaultier  | 3     | 0 | 3 | 1    |

## Tableaux et résultats
|  | Demi-finales | Demi-finales        | Demi-finales | Demi-finales | Demi-finales | Demi-finales | Demi-finales |                     |   | Finale | Finale | Finale | Finale | Finale | Finale | Finale |
|  |              |                     |              |              |              |              |              |                     |   |        |        |        |        |        |        |        |
|  | 1            | Mohamed El Shorbagy | 12           | 10           | 11           |              |              |                     |   |        |        |        |        |        |        |        |
|  | 3            | Simon Rösner        | 10           | 12           | 3            |              |              |                     |   |        |        |        |        |        |        |        |
|  | 3            | Simon Rösner        | 10           | 12           | 3            |              | 1            | Mohamed El Shorbagy | 9 | 11     | 11     | 11     |        |        |        |        |
|  |              |                     |              |              |              |              |              | Mohamed El Shorbagy | 9 | 11     | 11     | 11     |        |        |        |        |
|  |              | 2                   | Ali Farag    | 11           | 3            | 9            | 8            |                     |   |        |        |        |        |        |        |        |
|  | 8            | 2                   | Ali Farag    | 11           | 3            | 9            | 8            | Nick Matthew        | 5 | 7      |        |        |        |        |        |        |
|  | 8            |                     |              |              |              |              |              | Nick Matthew        | 5 | 7      |        |        |        |        |        |        |
|  | 2            | Ali Farag           | 11           | 11           |              |              |              |                     |   |        |        |        |        |        |        |        |